# Cathédrale de la Résurrection-du-Christ de Parfenievo
Pour les articles homonymes, voir Cathédrale de la Résurrection.
La cathédrale de la Résurrection-du-Christ(en russe : Собор Воскресения Христова, Sobor Voskresseniïa Khirstova) est une cathédrale orthodoxe du village de Parfenievo. Construite en pierre, elle se trouve dans le raïon de Parfenievo, dans l'oblast de Kostroma, en Russie européenne. Elle est située au no 20 de la rue Lénine, sur la colline de la Cathédrale.
L'édifice est, avec la cathédrale de la Déposition-de-la-robe, inscrit dans la liste de l'héritage patrimonial de la Russie d'importance fédérale sous le n°441620502800006, « Ensemble de l'église de la Déposition-de-la-robe (Makarievskaïa)». Elle est dans le style néoclassique russe, et le bâtiment actuel date de 1790, soit l'un des plus vieux toujours debout.

## Histoire

### Édifices antérieurs
L'emplacement de l'édifice est celui de la première église (cathédrale) de la Déposition-de-la-robe, mais l'emplacement fut légèrement déplacé lors de la construction du second édifice au XVIIe siècle.
Au début du XVIe siècle, le village possédait aussi l'église Saint-Nicolas, avec un cimetière. Mais au milieu du XVIe siècle, un incendie a brûlé l'église. Cette église était le centre paroissial. Après l'incendie, une nouvelle église a été construite, au nom de la Résurrection du Christ, et qui possédait une chapelle dédiée à saint Nicolas.
En 1617, une église de la Résurrection du Christ est mentionnée dans les livres paroissiaux, édifice en bois. L'on sait que cette église a été consacrée le 21 novembre 1695 (1er décembre dans le calendrier grégorien). En 1702, cette église est à nouveau mentionnée dans un document, car elle a brûlé, et est désormais inutilisable. En avril 1704, un nouvel édifice (en bois) est construit et consacré.

### Édifice actuel
En 1790, une église en pierre, première en pierre du village, fut construite sur la colline de la Cathédrale, l'église (ou cathédrale) de la Résurrection du Christ. Elle fut construite dans le style néoclassique russe, richement décoré à l'intérieur, avec deux trônes de saint Nicolas et de la Résurrection du Christ,.
Une chapelle fut construite sur la clôture de l'église, avec une statue d'une fille en robe blanche sur une croix, les yeux baissés. Si l'on regarde la jeune fille pendant assez longtemps, il semble que les paupières commencent à se soulever.
Le 14 octobre 1824, l'empereur Alexandre Ier s'arrêta à Parfentiev, et écouta la messe dans l'édifice. Après la fin de la liturgie, il fit don de 500 roubles pour la décoration de l'église, ainsi que 500 roubles pour la parabole. Une plaque commémorative fut posée en l'honneur de l'empereur. Au XIXe siècle, la paroisse de l'église comprenait un hameau et 25 villages.

### Protection et restaurations de l'édifice actuel
Par décret du président russe no 176 du 20 février 1995, l'« Ensemble de l'église de la Déposition-de-la-robe (Makarievskaïa) », qui comprend aussi la cathédrale de la Déposition-de-la-robe, a été classé comme objet patrimonial culturel russe d'importance fédérale.
En 1999 et 2000, des restaurations ont eu lieu, concernant les peintures des murs intérieurs de la coupole, des piliers et des plafonds de l'édifice. L'auteur originel des peintures est inconnu.
En 2005, il fut découvert que l'édifice possédait une caractéristique rare, possiblement la seule de Russie avec une telle caractéristique. Alors que des spécialistes et scientifiques de Kostroma et Moscou examinaient le degré de destruction de l'édifice, ils découvrirent que le dôme central avait la caractéristique d'« un dôme dans un dôme ». Cela signifie que la construction de l'église s'est faite progressivement, augmentant peu à peu la superficie. Mais ces constructeurs décidèrent de pas détruire le premier dôme, et rajoutèrent alors un second dôme sans détruire le premier.

En 2006, il y a eu des travaux de restauration sur le bâtiment lui-même, travaux qui furent soutenus par les habitants du village, considérant l'église comme l'édifice religieux du village,.

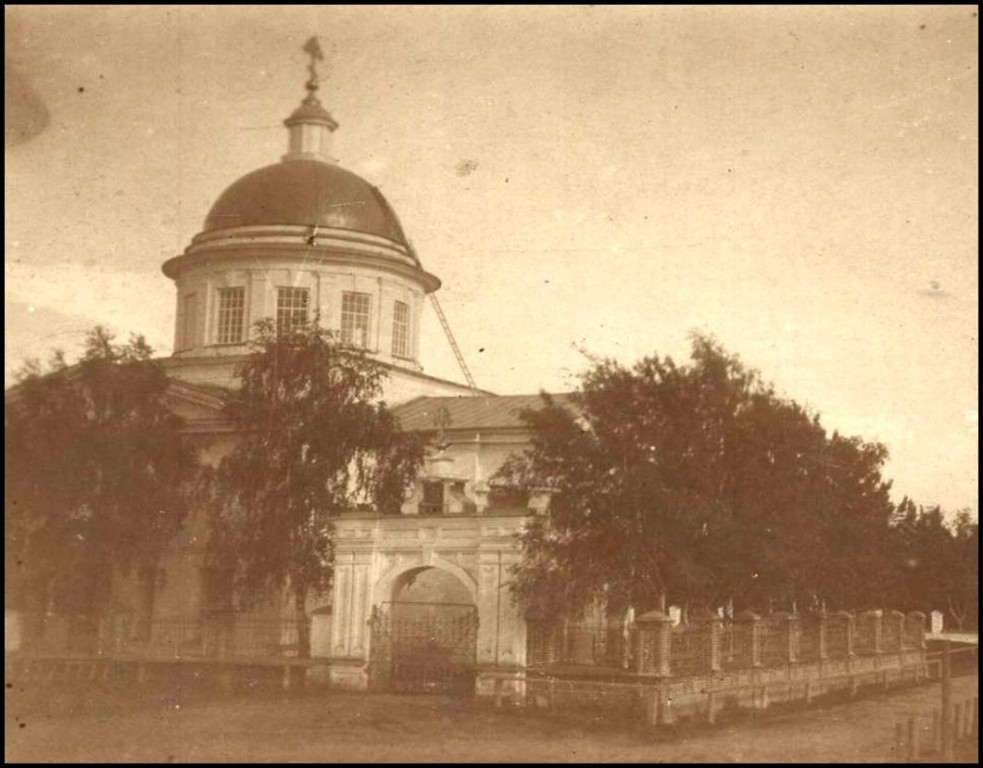
La Cathédrale de la Déposition-de-la-robe au début du XXe siècle.